# Metaemene confluens
Metaemene confluens är en fjärilsart som beskrevs av W. Warren 1913. Metaemene confluens ingår i släktet Metaemene och familjen nattflyn. Inga underarter finns listade i Catalogue of Life.